# Простопчук Василь Васильович
Васи́ль Васи́льович Простопчу́к (19 листопада 1952, с. Поповичі Ковельського р-ну Волинської обл. - 2 жовтня 2019, м. Луцьк) — український поет, заслужений журналіст України. Член національної спілки журналістів України (з 1980 р.). Член національної спілки письменників України (з 2009 р.).

## Біографічні відомості
Народився Простопчук Василь Васильович 19 листопада 1952 року в селі Поповичі Ковельського району на Волині.
У 1975 році закінчив факультет журналістики Київського державного університету ім. Т. Г. Шевченка.
Працював кореспондентом, заввідділу молодіжної газети. З 17 вересня 1979 року (понад 35 років) Василь Простопчук — головний редактор волинського тижневика  «Віче». Це найбільший безперервний стаж серед головних редакторів усіх українських газет.
Василь Простопчук — автор багатьох ліричних, гумористичних і дитячих книг. Як поет, він заявив про себе хоч і пізно, але досить зріло. Його ніжна інтимна лірика, його влучне сатиричне слово свідчать про не пересічність таланту. Це поет-лірик, поет-сатирик, поет-пісняр.
Захоплюється і колекціонує міні-книги. Тому не випадково, що саме В. Простопчук є автором найменшої книжечки в Україні, яка була в продажу, — «Що у ста на устах». Книга має 32 сторінки розміром 2.8×2.0 см. Виготовлена у 2003 році у видавництві «Волинська обласна друкарня» накладом 100 примірників.
Простопчук — автор близько 30 поетичних, сатиричних і дитячих книг.
Протягом  20 років неподалік від Луцька розвивав власний Музей «Подалі від ближнього»
Помер 2 жовтня 2019 року на Волині в місті Луцьк. 

## Літературні твори
- 1991 Дерева, ще поруч ростуть
- 1991 Кажу вам про любов
- 1992 Люби мене шалено
- 1993 Скоромовки
- 1994 Кленове листя
- 1994 Любовна молитва
- 1995 Білі метілі
- 1996 Неминуча
- 1997 Вдих і видих
- 1998 Веселі розмовки
- 1998 Рубаї
- 1990, 1992 Збірки волинських бувальщин
- 2002 Борщ із криком
- 2005 День народження гранчака
- 2005 Третій тост
- 2006 Стрибки з драбини
- 2006 Абецедарій — азбука любові.
- 2007 Непристольні гноми
- 2007 Езопа байки у чотири рядки
- 200? Натхнення мовчазне.

та інші.

### Збірки гумору, видані під псевдонімом Василь Журавський
- 1991 Сучасні прокльони
- 1991 Майн нейм іст Вас'я
- 1994 Торжество справедливості

### Найменша книжка в Україні, яка була в продажу
- 2003 Що у ста на устах

### Публікації в ЗМІ
- Дружнім пером. Газ. «Віче», 16 грудня 2010 р., с. 10

## Нагороди та відзнаки
- Орден «За заслуги» III ст. (1999)
- Почесна грамота Кабінету міністрів України (1999)
- Звання «Заслужений журналіст України» (2002)
- Лауреат премії імені Дмитра Нитченка (2009)
- Орден «Христа Спасителя» Української православної церкви КП (2012)